# Anders Gärderud
Sven Anders Gärderud (Stoccolma, 28 agosto 1946) è un ex siepista e mezzofondista svedese, medaglia d'oro ai Giochi olimpici di Montréal del 1976 nei 3000 m siepi.

## Biografia
Anders Gärderud si cimentò in diverse specialità dell'atletica leggera prima di dedicarsi ai 3000 metri siepi.
La sua prima apparizione nelle gare internazionali avvenne ai Giochi olimpici di Città del Messico 1968, dove venne eliminato nelle batterie degli 800 m e dei 1500 m. Negli anni successivi si concentrò unicamente sui 3000 m siepi, ed alle Olimpiadi di Monaco di Baviera 1972 si presentò tra i favoriti per la vittoria, ma, a causa di un fastidioso attacco febbrile, venne eliminato anche questa volta nella fase di qualificazione.
Solo una settimana dopo, durante il meeting di atletica di Helsinki, Gärderud vinse la gara dei 3000 m siepi, stabilendo il record mondiale con il tempo di 8'20"8.
Ai Campionati europei del 1974 venne superato di stretta misura dal polacco Bronisław Malinowski, ma nel 1975 riuscì a battere per due volte il proprio record mondiale dei 3000 m siepi, rispettivamente con i tempi di 8'10"4 e 8'09"8.
Ai Giochi olimpici di Montréal 1976 raggiunse l'apice della propria carriera, conquistando la medaglia d'oro davanti a Malinowski e al tedesco orientale Frank Baumgartl, e stabilendo nuovamente il record mondiale dei 3000 m siepi con il tempo di 8'08"02.
Attualmente collabora alla televisione svedese come commentatore di atletica leggera.

## Record nazionali

### Seniores
- 1 miglio: 3'54"45 ( Stoccolma, 30 giugno 1975)
- 2000 metri piani: 5'02"09 ( Londra, 4 luglio 1975)
- 5000 metri piani: 13'17"59 ( Stoccolma, 5 luglio 1976)

## Palmarès
| Anno | Manifestazione  | Sede              | Evento     | Risultato | Prestazione | Note            |
| ---- | --------------- | ----------------- | ---------- | --------- | ----------- | --------------- |
| 1968 | Giochi olimpici | Città del Messico | 800 metri  | batteria  | 1'48"9      |                 |
| 1968 | Giochi olimpici | Città del Messico | 1500 metri | batteria  | 3'54"2      |                 |
| 1972 | Giochi olimpici | Monaco            | 5000 metri | batteria  | 13'57"2     |                 |
| 1972 | Giochi olimpici | Monaco            | 3000 siepi | batteria  | 8'30"8      |                 |
| 1974 | Europei         | Roma              | 3000 siepi | Argento   | 8'15"4      |                 |
| 1976 | Giochi olimpici | Montréal          | 3000 siepi | Oro       | 8'08"02     | Record mondiale |

## Altre competizioni internazionali
1975
- Oro ai Bislett Games ( Oslo), 3000 m siepi - 8'10"4